# Milcovu din Deal, Olt
Milcovu din Deal este un sat în comuna Milcov din județul Olt, Muntenia, România. Se află în Lunca Oltului, la sud de Slatina.